# Đội tuyển bóng đá bãi biển quốc gia Tây Ban Nha
Đội tuyển bóng đá bãi biển quốc gia Tây Ban Nha đại diện Tây Ban Nha ở các giải thi đấu bóng đá bãi biển quốc tế và được điều hành bởi RFEF, cơ quan quản lý bóng đá ở Tây Ban Nha.

## Đội hình hiện tại
Tính đến tháng 9 năm 2013 

Ghi chú: Quốc kỳ chỉ đội tuyển quốc gia được xác định rõ trong điều lệ tư cách FIFA. Các cầu thủ có thể giữ hơn một quốc tịch ngoài FIFA.
| Số | VT | Quốc gia | Cầu thủ                   |
| -- | -- | -------- | ------------------------- |
| 1  | TM |          | Francisco Donaire         |
| 2  | HV |          | Francisco Jose Cintas     |
| 3  | HV |          | Antonio Mayor             |
| 4  | HV |          | Francisco Mejias          |
| 5  | HV |          | Juanma (Juan Manuel Lima) |
| 6  | TĐ |          | Nico (Nicolas Alvarado)   |

| Số | VT | Quốc gia | Cầu thủ                      |
| -- | -- | -------- | ---------------------------- |
| 7  | TV |          | Kuman (Miguel Angel Santiso) |
| 8  | TĐ |          | Daniel Pajón                 |
| 9  | TĐ |          | Raul Merida                  |
| 10 | TĐ |          | Llorenç Gomez                |
| 11 | TV |          | Sidi (Abderrahim El-Gaddi)   |
| 12 | TM |          | Cristian Méndez              |

Huấn luyện viên: Joaquín Alonso

## Thành tích thi đấu

### Giải vô địch bóng đá bãi biển thế giới
| Thành tích Giải vô địch bóng đá bãi biển thế giới | Thành tích Giải vô địch bóng đá bãi biển thế giới | Thành tích Giải vô địch bóng đá bãi biển thế giới | Thành tích Giải vô địch bóng đá bãi biển thế giới | Thành tích Giải vô địch bóng đá bãi biển thế giới | Thành tích Giải vô địch bóng đá bãi biển thế giới | Thành tích Giải vô địch bóng đá bãi biển thế giới | Thành tích Giải vô địch bóng đá bãi biển thế giới | Thành tích Giải vô địch bóng đá bãi biển thế giới |                 |
| Năm                                               | Vòng                                              | Vị thứ                                            | MP                                                | W                                                 | W+                                                | L                                                 | BT                                                | BB                                                |                 |
| ------------------------------------------------- | ------------------------------------------------- | ------------------------------------------------- | ------------------------------------------------- | ------------------------------------------------- | ------------------------------------------------- | ------------------------------------------------- | ------------------------------------------------- | ------------------------------------------------- | --------------- |
| Beach Soccer Tournament                           |                                                   |                                                   |                                                   |                                                   |                                                   |                                                   |                                                   |                                                   |                 |
| 1995                                              | Không tham dự                                     | Không tham dự                                     | Không tham dự                                     | Không tham dự                                     | Không tham dự                                     | Không tham dự                                     | Không tham dự                                     | Không tham dự                                     | Không tham dự   |
| 1996                                              | Không tham dự                                     | Không tham dự                                     | Không tham dự                                     | Không tham dự                                     | Không tham dự                                     | Không tham dự                                     | Không tham dự                                     | Không tham dự                                     | Không tham dự   |
| 1997                                              | Không tham dự                                     | Không tham dự                                     | Không tham dự                                     | Không tham dự                                     | Không tham dự                                     | Không tham dự                                     | Không tham dự                                     | Không tham dự                                     | Không tham dự   |
| 1998                                              | Vòng bảng                                         | thứ 6                                             | 4                                                 | 2                                                 | 0                                                 | 2                                                 | 17                                                | 22                                                |                 |
| 1999                                              | Tứ kết                                            | thứ 5                                             | 2                                                 | 1                                                 | 0                                                 | 1                                                 | 9                                                 | 12                                                |                 |
| 2000                                              | Hạng ba                                           | thứ 3                                             | 5                                                 | 2                                                 | 1                                                 | 2                                                 | 22                                                | 22                                                |                 |
| 2001                                              | Tứ kết                                            | thứ 6                                             | 3                                                 | 1                                                 | 0                                                 | 2                                                 | 2                                                 | 5                                                 |                 |
| 2002                                              | Vòng bảng                                         | thứ 6                                             | 3                                                 | 1                                                 | 0                                                 | 2                                                 | 11                                                | 9                                                 |                 |
| 2003                                              | Á quân                                            | thứ 2                                             | 5                                                 | 3                                                 | 0                                                 | 2                                                 | 26                                                | 25                                                |                 |
| 2004                                              | Á quân                                            | thứ 2                                             | 5                                                 | 4                                                 | 0                                                 | 1                                                 | 22                                                | 13                                                |                 |
| FIFA Tournament                                   |                                                   |                                                   |                                                   |                                                   |                                                   |                                                   |                                                   |                                                   |                 |
| 2005                                              | Tứ kết                                            | thứ 7                                             | 3                                                 | 1                                                 | 0                                                 | 1                                                 | 9                                                 | 12                                                |                 |
| 2006                                              | Vòng bảng                                         | thứ 10                                            | 3                                                 | 1                                                 | 0                                                 | 2                                                 | 10                                                | 12                                                |                 |
| 2007                                              | Tứ kết                                            | thứ 7                                             | 4                                                 | 2                                                 | 0                                                 | 2                                                 | 20                                                | 16                                                |                 |
| 2008                                              | Hạng tư                                           | thứ 4                                             | 6                                                 | 3                                                 | 1                                                 | 2                                                 | 20                                                | 14                                                |                 |
| 2009                                              | Tứ kết                                            | thứ 6                                             | 4                                                 | 2                                                 | 0                                                 | 1                                                 | 23                                                | 17                                                |                 |
| 2011                                              | Did Not Qualify                                   | Did Not Qualify                                   | Did Not Qualify                                   | Did Not Qualify                                   | Did Not Qualify                                   | Did Not Qualify                                   | Did Not Qualify                                   | Did Not Qualify                                   | Did Not Qualify |
| 2013                                              | Á quân                                            | thứ 2                                             | 6                                                 | 5                                                 | 0                                                 | 1                                                 | 19                                                | 15                                                |                 |
| 2015                                              | Vòng bảng                                         | thứ 10                                            | 3                                                 | 1                                                 | 0                                                 | 2                                                 | 9                                                 | 9                                                 |                 |
| 2017                                              | Did Not Qualify                                   | Did Not Qualify                                   | Did Not Qualify                                   | Did Not Qualify                                   | Did Not Qualify                                   | Did Not Qualify                                   | Did Not Qualify                                   | Did Not Qualify                                   | Did Not Qualify |

*Win+ include knockout matches decided on penalty kicks.

## Thành tích
- Giải vô địch bóng đá bãi biển thế giới:
  - Á quân: 2003, 2004, 2013
  - Hạng ba: 2000
- Giải vô địch bóng đá bãi biển châu Âu: 1999, 2000, 2001, 2003, 2006
  - Á quân: 2002
- Giải vô địch bóng đá bãi biển châu Âu: 1999, 2008, 2009, 2014
  - Á quân: 1998, 2001, 2002, 2004
  - Hạng ba: 2003
- Mundialito de Futebol de Praia: 2013
  - Á quân: 1997, 2004
  - Hạng ba: 2001, 2003, 2009
- Copa Latina:
  - Á quân: 2000, 2004
  - Hạng ba: 1998
- Vòng loại giải vô địch bóng đá bãi biển thế giới: 2008, 2009, 2013

### Vòng loại giải vô địch bóng đá bãi biển thế giới khu vực châu Âu
| Thành tích Vòng loại giải vô địch bóng đá bãi biển thế giới | Thành tích Vòng loại giải vô địch bóng đá bãi biển thế giới | Thành tích Vòng loại giải vô địch bóng đá bãi biển thế giới | Thành tích Vòng loại giải vô địch bóng đá bãi biển thế giới | Thành tích Vòng loại giải vô địch bóng đá bãi biển thế giới | Thành tích Vòng loại giải vô địch bóng đá bãi biển thế giới | Thành tích Vòng loại giải vô địch bóng đá bãi biển thế giới | Thành tích Vòng loại giải vô địch bóng đá bãi biển thế giới | Thành tích Vòng loại giải vô địch bóng đá bãi biển thế giới | Thành tích Vòng loại giải vô địch bóng đá bãi biển thế giới | Thành tích Vòng loại giải vô địch bóng đá bãi biển thế giới |
| Năm                                                         | Vòng                                                        | St                                                          | W                                                           | WE                                                          | WP                                                          | B                                                           | BT                                                          | BB                                                          | HS                                                          | Đ                                                           |
| ----------------------------------------------------------- | ----------------------------------------------------------- | ----------------------------------------------------------- | ----------------------------------------------------------- | ----------------------------------------------------------- | ----------------------------------------------------------- | ----------------------------------------------------------- | ----------------------------------------------------------- | ----------------------------------------------------------- | ----------------------------------------------------------- | ----------------------------------------------------------- |
| 2008                                                        | Vô địch                                                     | 7                                                           | 6                                                           | 0                                                           | 1                                                           | 0                                                           | 39                                                          | 13                                                          | +26                                                         | 19                                                          |
| 2009                                                        | Vô địch                                                     | 7                                                           | 6                                                           | 0                                                           | 1                                                           | 0                                                           | 42                                                          | 17                                                          | +25                                                         | 19                                                          |
| 2011                                                        | Tứ kết                                                      | 5                                                           | 3                                                           | 0                                                           | 0                                                           | 2                                                           | 24                                                          | 17                                                          | +5                                                          | 9                                                           |
| 2013                                                        | Vô địch                                                     | 8                                                           | 6                                                           | 1                                                           | 0                                                           | 1                                                           | 43                                                          | 23                                                          | +20                                                         | 20                                                          |
| 2015                                                        | Hạng tư                                                     | 8                                                           | 5                                                           | 0                                                           | 1                                                           | 2                                                           | 48                                                          | 27                                                          | +2                                                          | 16                                                          |
| 2017                                                        | thứ 9 Place                                                 | 8                                                           | 6                                                           | 0                                                           | 0                                                           | 2                                                           | 39                                                          | 21                                                          | +18                                                         | 18                                                          |
| Tổng cộng                                                   | 6/6                                                         | 43                                                          | 32                                                          | 1                                                           | 3                                                           | 7                                                           | 235                                                         | 118                                                         | +117                                                        | 101                                                         |